# Guido Trane
Guido Trane (Brindisi, 5 settembre 1958) è un ex pugile italiano, appartenente alla categoria dei Pesi Massimi, di cui è stato anche campione nazionale in più di una occasione.

## La carriera
Soprannominato popolarmente Guidone, esordisce tra i professionisti il 24 settembre 1980 con un pareggio contro Alessandro Casanova a Fiuggi. 
Disputa per la prima volta il Titolo Nazionale Italiano dei Pesi massimi in data 29 ottobre 1982 a Brindisi contro Daniele Laghi, senza successo. Ritenta il 30 marzo 1984, match di 12 riprese, perso ai punti contro Angelo Rottoli a Bergamo; lo stesso anno, li 21 di dicembre si disputa la rivincita, che finisce in pareggio. 
Manca il bersaglio del titolo il 20 giugno 1985 contro Angelo Rottoli a Verceia. Lo centra invece il 19 giugno 1986 contro Stefano Vassallo a Senigallia; vince il 28 dicembre 1986 contro Cesare di Benedetto a Capo d'Orlando. Vince il 19 giugno 1987 contro Stefano Vassallo a Camaiore. 
Gli si presenta l'opportunità di svoltare carriera negli states, quando si cimenta contro il celebre George Foreman il 5 febbraio 1988 a Las Vegas, ma perde alla 5ª ripresa per K.O. tecnico non riuscendo a capitalizzare il divario di dieci anni di età. 
Dopo questo incontro decide di ritirarsi. Il suo record definitivo risulta quindi: 13 vittorie (9 prima del limite), 7 sconfitte (3 Ko), 4 pareggi. Oggi Trane, uscito dal mondo sportivo lavora nel settore della ristorazione nella sua città natale.